# Дульфан, Люсьен Вениаминович
Люсьен Вениаминович Дульфан (род. 14 февраля 1942, Фрунзе, Киргизская ССР) — американский художник советского происхождения, одна из центральных фигур советского неофициального искусства.

## Биография
Люсьен Дульфан родился в 1942 году в городе Фрунзе (ныне Бишкек, столица Кыргызстана) во время Второй мировой войны, откуда его семья была эвакуирована и прибыла в Одессу в 1946 году. После окончания школы он был принят в Одесское художественное училище имени М. Б. Грекова, которое окончил в 1963 году. Его учителем была Дина Фрумина.
С 1965 участвует во всесоюзных и международных выставках в Одессе, Москве, Женеве, Торонто, Нью-Йорке.
В 1973 году стал членом Союза художников СССР, работая в качестве художника-графика для газеты «Комсомольская искра».
В 1975 году художник получил «Первую премию по живописи», которую присуждает Министерство культуры СССР и Союз художников СССР (самая престижная награда, присуждаемая за последние пятьдесят лет советской истории).
в 1990 году Люсьен Дульфан эмигрировал со своей семьей в США, поселившись в Нью-Йорке.
Сын от первого брака  - Дмитрий Люсьенович Дульфан (09.06.1971 г. — 16.05.2024 г.), художник, всю жизнь прожил в Одессе.
Люсьен Дульфан работает в своей художественной студии в Джерси-Сити.

## Выставки
Работы Люсьена Дульфана были представлены в музее Зиммерли (Нью-Джерси), Третьяковской галерее (Москва), Государственном Русском музее (Санкт-Петербург), Одесском художественном музее (Одесса), Музее современного искусства Одессы (Одесса), Мыстецком Арсенале (Киев), Одесском музее западного и восточного искусства (Одесса), Центре современного искусства М17 (Киев), Институте проблем современного искусства (Киев) и т. д.

## Коллекции
Работы художника находятся в коллекциях Третьяковской галерее в Москве, Государственном Русском музее в Санкт-Петербурге, Одесском художественном музее, Музее современного искусства Одессы, Одесском музее западного и восточного искусства, Художественном музее Зиммерли в Университете Ратгерса в Нью-Джерси, музеях Сеула, Варшавы, Познани, Тбилиси, Киева, а также частных собраний.

## Публикации
- 1994 — Художники — «Литературной газете». Вторая коллекция[22].
- 1992 — «Glastnost Under Glass. Gorbachev from the artist’s perspective»[23].

## Воспоминания о художнике
Как и его сюрреалистичные «ковровые коллажи», он был соткан из парадоксов. Фантазия у него чередовалась с реальностью, мистика с бытом, ирония с глубокими мыслями. Он не примыкал к конкретным художественным группам и течениям, но в его работах все переплеталось в сложный своеобразный мир художника. Не под каким предлогом возвращаться в Одессу не хочет, но другим в обиду ее не дает. Он терпеть не мог Союз Художников, но получил Всесоюзную премию в 1975 году. Таких историй было множество. Также, я хотел бы отметить, что кроме колоссальной творческой энергии Люсьен обладает огромными запасами физической силы. В 78 лет он продолжает писать монументальные полотна и мастерить объекты, самостоятельно делает подрамники и переносит тяжелые работы по своей студии… Я думаю, если можно было бы поместить в алхимический сосуд Сальвадора Дали и Ивана Поддубного, и залить все это излюбленной художником водкой на инжире, то возможно получился бы Люсьен Дульфан.
— Степан Рябченко, художник (из издания одесского альманаха «Дерибасовская — Решильевская» № 2 (81)).